# Ruysch (cratère)
Ruysch est un cratère d'impact présent à la surface de Mercure. 
Ce cratère fut ainsi nommé par l'Union astronomique internationale en 2013 en hommage à la peintre néerlandaise Rachel Ruysch. 
Son diamètre est de 64 km. Il se situe dans le quadrangle d'Eminescu (quadrangle H-9) de Mercure.